# JL-1
JL-1 또는 쥐랑 1호는 중국 최초의 잠수함 발사형 탄도 미사일(SLBM)이다. 초기형인 JL-1은 사거리 1,700km, 개량형인 JL-1A는 사거리 2,500km이다.

## 역사
1967년 개발을 시작했다. 1982년 4월 30일 최초발사를 하였다. 1982년 10월 12일 디젤 잠수함인 골프급 잠수함에서 해상 최초발사를 하였다. 1986년 중국 최초의 전략원잠인 샤급 잠수함에 12발이 탑재되었다.

## 중국판 폴라리스
중국 해군은 잠수함 발사형 핵미사일로, JL-1와 JL-2를 보유하고 있는데, JL-2는 대륙간 탄도 미사일이다. UGM-27 폴라리스는 대륙간 탄도 미사일(사거리 5,500km) 미만인 대표적인 서방의 SLBM인데, 이에 해당하는 중국 미사일이 JL-1이다.
그러나, UGM-27 폴라리스의 최신형은 사거리 4,000km, 소련판 폴라리스라는 R-27도 사거리 3,000km인데 비해서, JL-1 최신형의 사거리는 2,500km이다.

## 같이 보기
- 진급 잠수함
- DF-31
- 트라이던트 II - 미국과 영국의 주력 SLBM
- JL-2 - 중국판 트라이던트
- R-29RMU - 러시아판 트라이던트
- 노동 1호 - 북한판 폴라리스
- 무수단 미사일 - 북한판 폴라리스
- R-21 - 소련판 폴라리스
- R-27 - 소련판 폴라리스